# Cisaat (Cicurug)
Cisaat is een bestuurslaag in het regentschap Sukabumi van de provincie West-Java, Indonesië. Cisaat telt 8950 inwoners (volkstelling 2010).